# Denis Mack Smith
Denis Mack Smith (Londra, 3 marzo 1920 – Londra, 11 luglio 2017) è stato uno storico e biografo britannico, specializzato nella storia italiana dal Risorgimento in poi.

## Biografia
Laureatosi a Cambridge, membro della British Academy, del Wolfson College (Università di Cambridge), dell'All Souls College (Università di Oxford) e dell'American Academy of Arts and Science, fu collaboratore di Benedetto Croce. È stato insignito dell'onorificenza di grande ufficiale dell'Ordine al merito della Repubblica italiana. È stato presidente della Association for the Study of Modern Italy.

### Studi e saggi sulla storia d'Italia
Nei suoi saggi Mack Smith si occupò di storia italiana moderna e contemporanea e dei suoi protagonisti, alcuni dei quali, come Giuseppe Garibaldi, hanno suscitato la sua ammirazione. Nella biografia che scrisse sull'Eroe dei due mondi, pubblicata in Inghilterra con il significativo titolo di Garibaldi, A great life in brief ('Garibaldi, una grande vita in breve'), lo storico inglese scrisse che «...Con tutti i suoi difetti, Giuseppe Garibaldi ha un suo posto ben fermo fra i grandi uomini del secolo decimonono...» sottolineando che «...combatté per la gente oppressa ovunque ne trovasse...» e che fu il maggiore artefice dell'unione delle due Italie.
Anche su Giuseppe Mazzini Mack Smith espresse un giudizio ampiamente positivo, ritenendolo infatti un «...repubblicano, patriota e di gran lunga il maggior profeta del Risorgimento...».
Il pensatore genovese aveva inoltre avuto il merito di dare un notevole impulso democratico alla vita del XIX secolo, con particolare riferimento alle sue campagne in favore della sicurezza sociale, del suffragio universale e dei diritti delle donne. 
Critico fu invece il giudizio dello storico inglese su Cavour al quale tuttavia riconobbe una grande statura politica. Nel volume Cavour e Garibaldi (1954), definì Cavour un abile politico ma nel contempo «...disonesto...maldestro...sbagliato...». Secondo Mack Smith, il politico piemontese era determinato ad impedire l'unità d'Italia se ci fosse stata qualche possibilità che il merito potesse essere attribuito a forze radicali, repubblicane, popolari o democratiche.
Ancora più severo fu lo storico inglese nei confronti di Casa Savoia (I Savoia Re d'Italia, 1990) e in particolare verso Vittorio Emanuele II, la cui figura fu oggetto di una biografia (Vittorio Emanuele II, 1994). Il sovrano che diede impulso all'Unità, contrariamente allo stereotipo del "re galantuomo" è da lui descritto come un personaggio moralmente discutibile (soprattutto per le numerose avventure extraconiugali) e dilapidatore di denaro pubblico. Svelandone le ambiguità, Mack Smith racconta che Vittorio Emanuele avrebbe anche manifestato a Klemens Wenzel von Metternich ed al Papa la propria disponibilità ad intervenire contro la Repubblica Romana mazziniana e ristabilire l'assolutismo. Anche gli ultimi Borbone furono oggetto di severe critiche da parte di Mack Smith, in quanto responsabili di un «...corrotto dispotismo...» e sostenitori di un sistema feudale nell'intento di costringere il Sud preunitario nell'arretratezza e nell'ignoranza.
Non viene da più parti condivisa l'immagine che Mack Smith dà sulla Rivoluzione siciliana del 1848, un'immagine “di sfasamento tra i suoi elementi sociali e politici” che avrebbe portato “le altre nazioni a non avere una gran voglia di difendere un paese che era così poco disposto a difendersi da sé” sottovalutando l'assenza di aiuto concreto ai siciliani, in particolare di inglesi e francesi che seguivano lo scontro dalle loro navi ancorate nei porti siciliani. Il ventennio fascista fu oggetto di particolare attenzione da parte di Mack Smith, cui si deve una biografia di Mussolini (Mussolini, 1981) e prima di un saggio sui conflitti bellici cui l'Italia aveva preso parte in quegli anni (Le Guerre del Duce, Duff Cooper Prize 1976). Fra le sue opere più recenti segnaliamo la Storia d'Italia dal 1861 al 1997, edita da Laterza nel 1998, ultimo aggiornamento di un'opera da lui iniziata vari decenni prima.
Nel suo saggio Documentary falsification and Italian biography (i cui temi sono ripresi nel libro La storia manipolata), Mack Smith mise infine in rilievo come la distruzione, la falsificazione e/o l'occultamento di prove documentali causate da interessi di parte sia una pratica cui tutti gli stati corrono il pericolo di cadere, ma che in alcuni momenti della storia italiana questa sia stata quasi una regola generale. Citando esempi specifici riferiti a personaggi di elevata importanza storica (da Vittorio Emanuele II, a Mussolini, La Marmora, Crispi) lo storico fornì altrettanti esempi di manipolazione degli eventi storici ad uso politico. Fra le vittime di tali manipolazioni vi furono anche Mazzini e Garibaldi.
Mack Smith è il più venduto autore di storie d'Italia dopo Indro Montanelli.

## Opere
- Cavour e Garibaldi nel 1860 (Cavour and Garibaldi, 1860: A Study in Political Conflict, 1954), traduzione di Paolo Gori, Biblioteca di cultura storica n.61, Torino, Einaudi, 1958-1968. - Collezione i grandi gabbiani, Il Saggiatore, 1972; Collana Reprints, Einaudi, 1977; col titolo Cavour contro Garibaldi. 1860: la nascita dell'Italia Unita, Collana Storica, Rizzoli, Milano, 1999.
- Garibaldi. Una grande vita in breve (Garibaldi: A Great Life in Brief, 1956), traduzione di G.E. Valdi, a cura di Ferruccio Landi-Rossi, Milano, Lerici, 1959. - Paperbacks Lerici, 1960-1966; Collana I Robinson, Laterza, 1982; Collezione Le Scie, Mondadori, Milano, 1993.
- Storia d'Italia 1861/1958 (Italy: A Modern History, 1959), traduzione di Alberto Aquarone, Collezione Storica, Bari, Laterza, 1959.; ed. rivista col titolo Storia d'Italia 1861-1969, Collezione Storica, Laterza, 1969-1996; completamente riveduta e ripubblicata col titolo Storia d'Italia dal 1861 al 1997, Collana Storia e Società, Laterza, Roma-Bari, 1997, ISBN 88-420-5345-7.
- Da Cavour a Mussolini, a cura di Marina Sorrentino Francaviglia, Collana Studi Risorgimentali n.6, Catania, Bonanno, 1968-2007.
- Storia della Sicilia medievale e moderna (A History of Sicily. Medieval Sicily: 800-1713; Modern Sicily: After 1713, 2 voll., 1968), traduzione di Lucia Biocca Marghieri, con Moses Finley, Bari, Laterza, 1970. - Riveduta e ripubblicata in singolo volume con Moses Finley e Christopher Duggan, 1986.
- Victor Emanuel, Cavour and the Risorgimento, Oxford University Press, 1971.
- Vittorio Emanuele II, traduzione di Jole Bertolazzi, Collana Storia e Società, Bari, Laterza, 1972. - Collezione Le Scie, Mondadori, Milano, 1994.
- Le guerre del Duce (Mussolini's Roman Empire), traduzione di Giovanna Ferrara, Collana Storia e Società, Bari, Laterza, 1976, ISBN 978-88-420-0954-2. - Collezione Le Scie, Mondadori, Milano, 1992.
- D. Mack Smith-Michael Ledeen, Un monumento al duce? Contributi al dibattito sul fascismo con i testi originali della polemica, Introduzione e repertorio bibliografico a cura di Piero Meldini, Collana Quaderni, Guaraldi, 1976.
- Storia di cento anni di vita italiana visti attraverso il Corriere della Sera, traduzione di Giovanni Ferrara, Collana Storica, Milano, Rizzoli, 1978.
- Mussolini. La vita del duce, traduzione di Giovanni Ferrara degli Uberti, Collana Biografie, Milano, Rizzoli, 1981. - Collana Biografie, BUR, 1983; Collana SuperSaggi n.37, BUR, 1990; Collana Le Grandi Biografie, Fabbri Editori, 2000-2002; Collana La Storia · Le Storie, BUR, 2021, ISBN 978-88-171-5617-2.
- Cavour. Il grande tessitore dell'Unità d'Italia, traduzione di Giovanni Rossi, Milano, Bompiani, 1984.
- I Savoia re d'Italia. Fatti e misfatti della monarchia dall'Unità al Referendum per la Repubblica, traduzione di Aldo Serafini, Collana Storica, Milano, Rizzoli, 1990-2002, ISBN 88-17-33601-7.
- Mazzini, traduzione di Bettino Betti, Collana Saggi stranieri, Milano, Rizzoli, 1994, ISBN 978-88-178-4282-2.
- La storia manipolata, traduzione di Marina Chiaroni, Collana Sagittari n.112, Roma-Bari, Laterza, Laterza, 1998, ISBN 978-88-420-5646-1.
- A proposito di Mussolini, Collana Il nocciolo n.50, Roma-Bari, Laterza, 2004, ISBN 978-88-420-7322-2.
- Federigo da Montefeltro, traduzione di Viviana Tonon, Urbino, QuattroVenti, 2005, ISBN 88-392-0709-0.

### Curatele
- Il Risorgimento italiano. Storia e testi (The Making of Italy, 1796-1870, 1968), Bari, Laterza, 1968-1999, ISBN 88-420-5853-X. - ripubblicato col titolo The Making of Italy, 1796-1866, MacMillan Press, London, 1988.
- Garibaldi. Una vita a più immagini (Great Lives Observed: Garibaldi, 1969), traduzione di S. Servi Bemporad, Bagno a Ripoli (Firenze), Passigli, 1982, ISBN 978-88-368-1048-2. - Prefazione di Carlo Azeglio Ciampi, Passigli, 2010, ISBN 978-88-368-1242-4.
- L'Italia del 20º secolo, Politica, cultura e costume con sintesi storiche di Denis Mack Smith, Prefazione di Silvio Bertoldi, 4 voll., Milano, Rizzoli, 1977.

### Prefazioni
- Arrigo Petacco, Storia del fascismo, Roma, Armando Curcio, 1982.
- Matteo Collura, Sicilia, Magnus, 1987.
- Francesco De Sanctis, Un viaggio elettorale, Collana Le occasioni, Passigli, 2011, ISBN 978-88-368-1271-4.